# Athinna Persson Lundgren
Pernilla Karin Athinna Persson Lundgren, född 3 april 2003, är en svensk fotbollsspelare som spelar för Hammarby FF

## Klubbkarriär
Athinna Persson Lundgrens moderklubb är Husie IF. Vid 11 års ålder började hon spela för FC Rosengård och blev sedan kvar i deras ungdomsverksamhet fram till 2020 då hon flyttade upp i klubbens A-lag. I maj 2021 gjorde hon sin damallsvenska debut mot Djurgårdens IF. I december 2021 förlängde Persson Lundgren sitt kontrakt i FC Rosengård med två år.
I mars 2023 lånades Persson Lundgren ut till KIF Örebro på ett låneavtal fram till sommaruppehållet. I december 2023 värvades hon av Trelleborgs FF.

## Landslagskarriär
Lundgren representerade Sveriges U19-landslag i U19-EM 2022.